# Aaron Woodley
Aaron Woodley (* 1971 Toronto) je kanadský filmový režisér a scenárista.
Je synem kostymérky Denise Cronenberg, která pracovala na mnoha filmech, a synovcem režiséra Davida Cronenberga. Nejprve studoval animaci v Ontarijské galerii umění a později získal diplom na York University.
Svůj první film, krátkometrážní dílo Pipe Dreams, natočil v roce 1994. Za svůj druhý snímek The Wager, který byl uveden o čtyři roky později, získal cenu na Austinském filmovém festivalu. Svůj první celovečerní film s názvem Rhinoceros Eyes představil v roce 2003. Hlavní roli v něm hrál Michael Pitt. Druhý celovečerní film Tennessee následoval v roce 2008. Toho roku rovněž přispěl svou částí do povídkového filmu Toronto Stories. Po třech letech, v roce 2011, uvedl svůj třetí celovečerní snímek Donucen ke zločinu. Následně se věnoval tvorbě animovaných filmů. Prvním z nich byl snímek Spark: A Space Tail z roku 2016. Rovněž režíroval několik televizních seriálů Glenn Martin DDS a Kuriózní a neobvyklá úmrtí).
Roku 2007 bylo oznámeno, že bude režírovat horor Drone. Projekt však nakonec nebyl realizován.

## Filmografie
- Pipe Dreams (1994)
- The Wager (1998)
- Downpour (2000)
- Bed and Breakfast (2000)
- Rhinoceros Eyes (2003)
- Tennessee (2008)
- Toronto Stories (2008)
- Glenn Martin DDS (2010)
- Donucen ke zločinu (2011)
- Kuriózní a neobvyklá úmrtí (2012)
- Spark: A Space Tail (2016)
- Sněžná mela (2019)